# MasterChef Junior
A MasterChef Junior egy magyar televíziós főzőshow gyerekes változata, az Amerikai mesterszakács licence alapján. A műsorvezetője Ördög Nóra volt. Az egyetlen, 2018-as évadot két hétig a TV2-n, majd később - a rossz nézettség miatt - a SuperTV2-re került.

## Története
2018 júniusában a TV2 Csoport bejelentette, hogy a MasterChef celebes változata mellett egy gyerekes változata is indul. 2018. szeptember 24-én, a TV2 Csoport az évi őszi sajtótájékoztatóján megjelent a műsor kezdési időpontja. A 2018. október 13-án indult gyerekes változat két hétig a TV2-n volt látható, de a rossz nézettség miatt október 27-én átkerült a SuperTV2-re. A műsor 2018 december 15-én ért véget.

## Epizódok
| Évad | Évad | Részek száma | Részek száma      | Első adás          | Utolsó adás       | Műsorvezető | Eredeti adó |
| ---- | ---- | ------------ | ----------------- | ------------------ | ----------------- | ----------- | ----------- |
|      | 1.   | 10           | 2                 | 2018. október 13.  | 2018. október 20. | Ördög Nóra  | (1-2. rész) |
| 8    | 1.   | 10           | 2018. október 27. | 2018. december 15. | (3-10. rész)      | Ördög Nóra  |             |